# Ilias Zaimi
Ilias Zaimi ('s-Hertogenbosch, 2 april 1993) is een Nederlands voetballer, die doorgaans speelt als middenvelder. In juli 2024 tekende hij voor CHC.

## Clubcarrière
Zaimi speelde in de jeugdopleiding van FC Den Bosch en werd als speler van de A1 verkozen tot beste speler van de landelijke A-jeugd Eredivisie. In de zomer van 2012 kwam hij bij de eerste selectie en ondertekende hij zijn eerste professionele verbintenis. Voor hert eerste elftal mocht hij voor het eerst aantreden op 4 november 2012, tegen Fortuna Sittard. Zijn eerste basisplaats volgde op 14 december van dat jaar, in het uitduel tegen De Graafschap. Verder dan een aantal wedstrijden kwam het echter niet, waarna Zaimi een punt achter zijn professionele carrière zette en naar OJC Rosmalen verkaste.
Vanaf het seizoen 2015/16 ging hij voor JVC Cuijk spelen. In 2017 ging hij naar AFC. Aan het einde van de jaargang 2017/18 maakte Zaimi bekend dat hij zou vertrekken bij AFC. Hierna speelde hij een seizoen voor Achilles Veen en sinds 2019 kwam hij wederom uit voor OJC Rosmalen. Na twee seizoenen bij GVV Unitas tekende Zaimi in 2022 voor Nivo Sparta. Hier vertrok hij medio 2023 en een jaar later ging hij bij CHC spelen.

## Clubstatistieken
| Seizoen | Club         | Competitie     | Competitie | Competitie | Beker | Beker | Internationaal | Internationaal | Totaal | Totaal |
| Seizoen | Club         | Competitie     | Wed.       | Dlp.       | Wed.  | Dlp.  | Wed.           | Dlp.           | Wed.   | Dlp.   |
| ------- | ------------ | -------------- | ---------- | ---------- | ----- | ----- | -------------- | -------------- | ------ | ------ |
| 2012/13 | FC Den Bosch | Eerste divisie | 7          | 0          | 3     | 0     | —              | —              | 10     | 0      |
| Totaal  | Totaal       | Totaal         | 7          | 0          | 3     | 0     | 0              | 0              | 10     | 0      |